# Echinocereus bonkerae
Echinocereus bonkerae es una especie de planta suculenta perteneciente al género Echinocereus, dentro de la familia Cactaceae. Es endémica del centro y sureste del estado de Arizona (Estados Unidos).

## Descripción

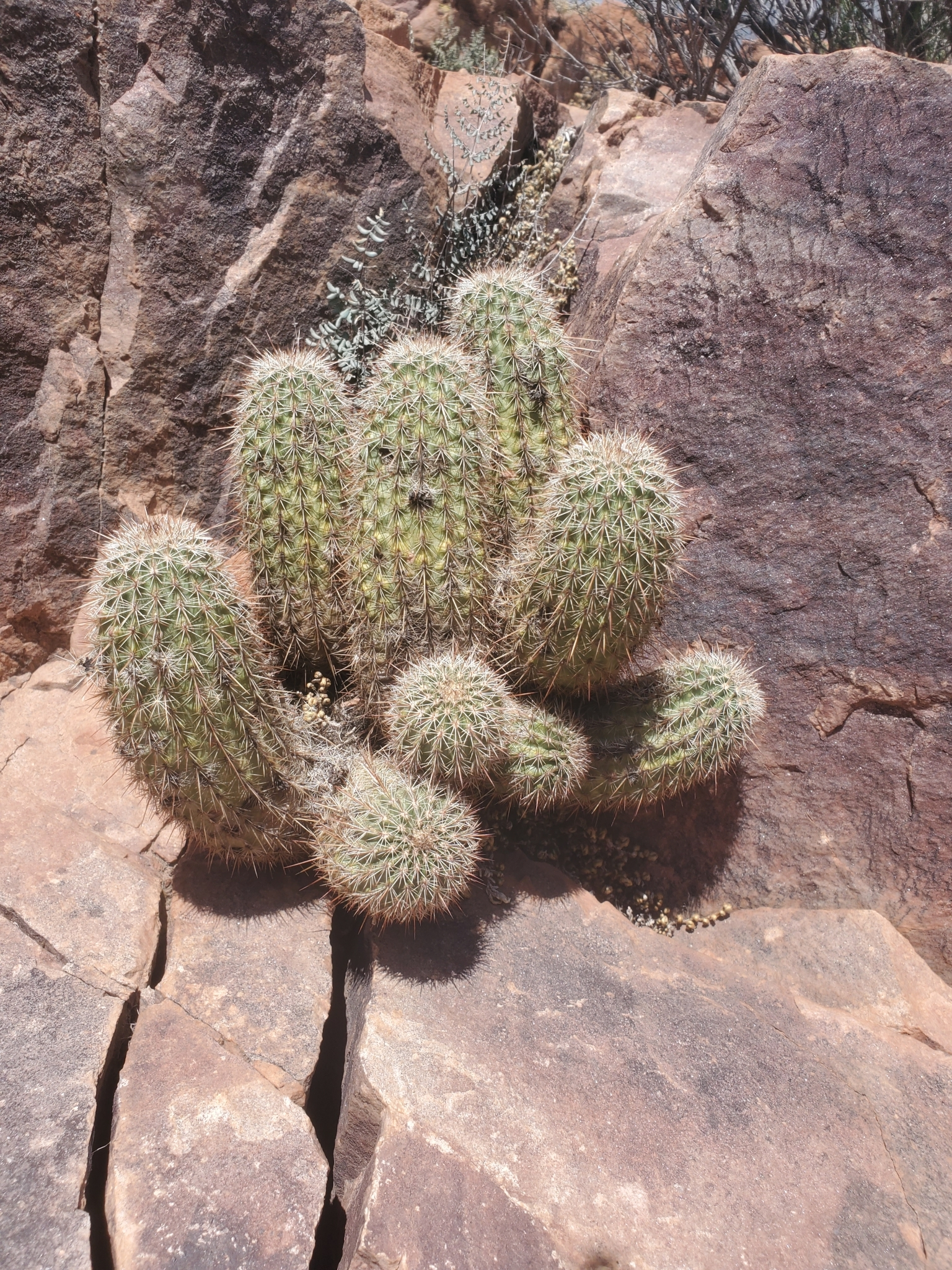
Porte de la planta

Echinocereus bonkerae es una especie de cactus que se ramifica y forma grupos laxos de entre 5 y 15 brotes (a veces hasta 35). Los montículos son bajos, de 1 m de ancho y hasta 20 cm de alto. Los tallos individuales son cilíndricos o algo alargados y tienen la epidermis de color verde. Miden de 12 a 20 cm de longitud y de 4 a 7,5 cm de diámetro.
La planta posee entre 11 y 16 costillas sin tubérculos prominentes. Sobre ellas se asientan areolas separadas unas de otras de 0,8 a 2 cm y tienen espinas que no cubren completamente los tallos. Tienen una única espina central erecta, rígida y fuerte, de color blanco o gris claro con la punta más oscura, de entre 0,6 y 0,75 cm de largo. También tienen de 11 a 14 espinas radiales extendidas y rectas, de color blanco o grisáceo, de entre 1,2 y 2 cm de largo.
Las flores aparecen en la mitad superior de los tallos, tienen forma de embudo ancho y son de color magenta a púrpura rojizo. Miden de 5 a 7 cm de largo y de 5 a 6,2 cm de diámetro. El tubo floral mide de 1,2 a 2 cm de largo y posee pelos de hasta 1 mm de longitud. Las anteras son de color amarillo y la cámara de néctar mide de 2 a 4 mm. La época de la floración es en primavera y fructifica 2 meses después de florecer.

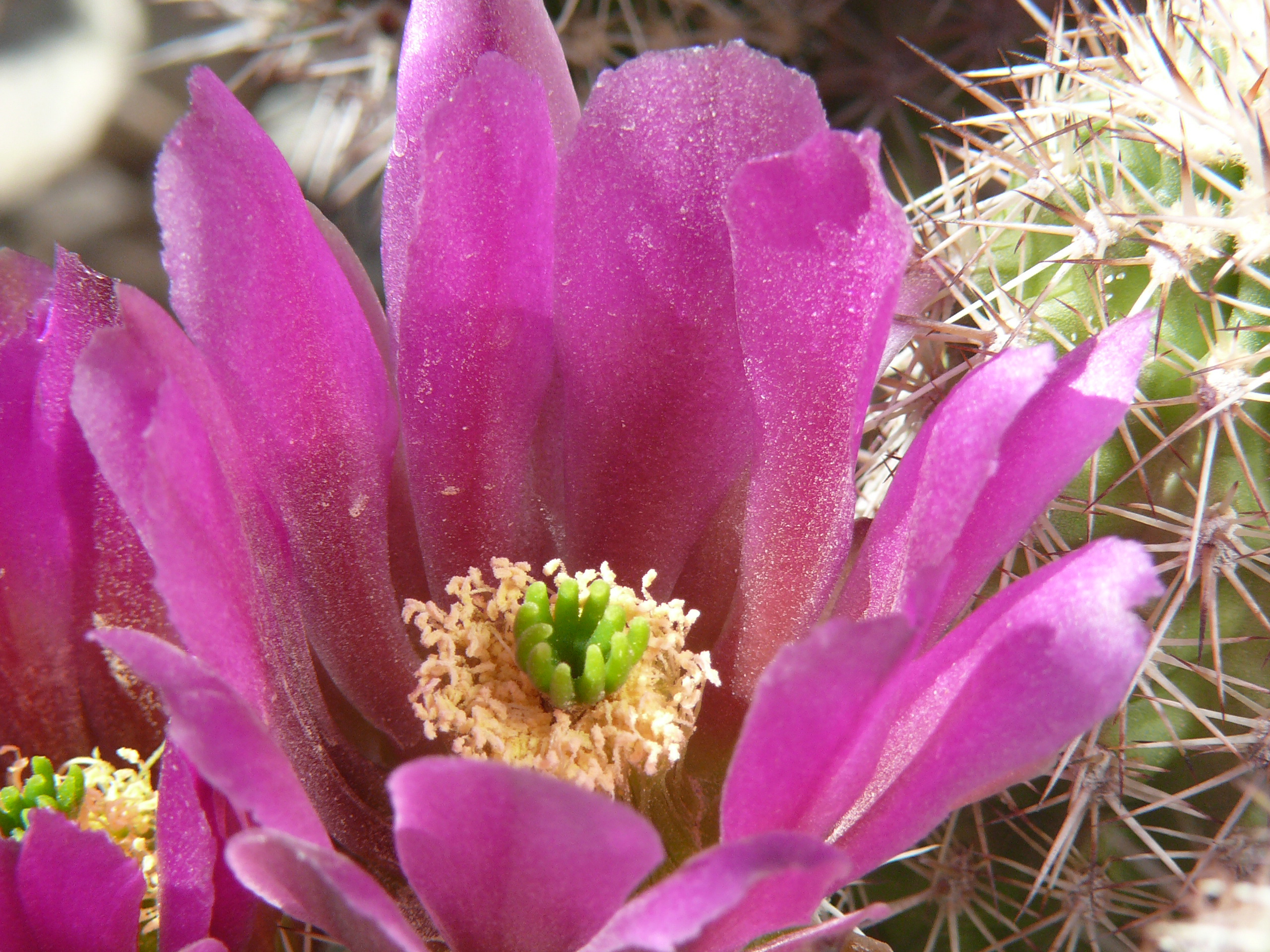
Detalle de la flor

Los frutos son esféricos, miden de 1,5 a 2,5 de diámetro y tienen textura carnosa. Son de color verde al principio y se tornan rojos anaranjados al madurar. Contienen en su interior una pulpa de color blanco o rosa pálido. Esta especie es diploide, con un número de cromosomas de 2n = 22.

## Distribución y hábitat
El área de distribución nativa de esta especie es el centro y sureste del estado de Arizona (Estados Unidos), principalmente en Sierra Pinal y Sierra de Santa Catalina.

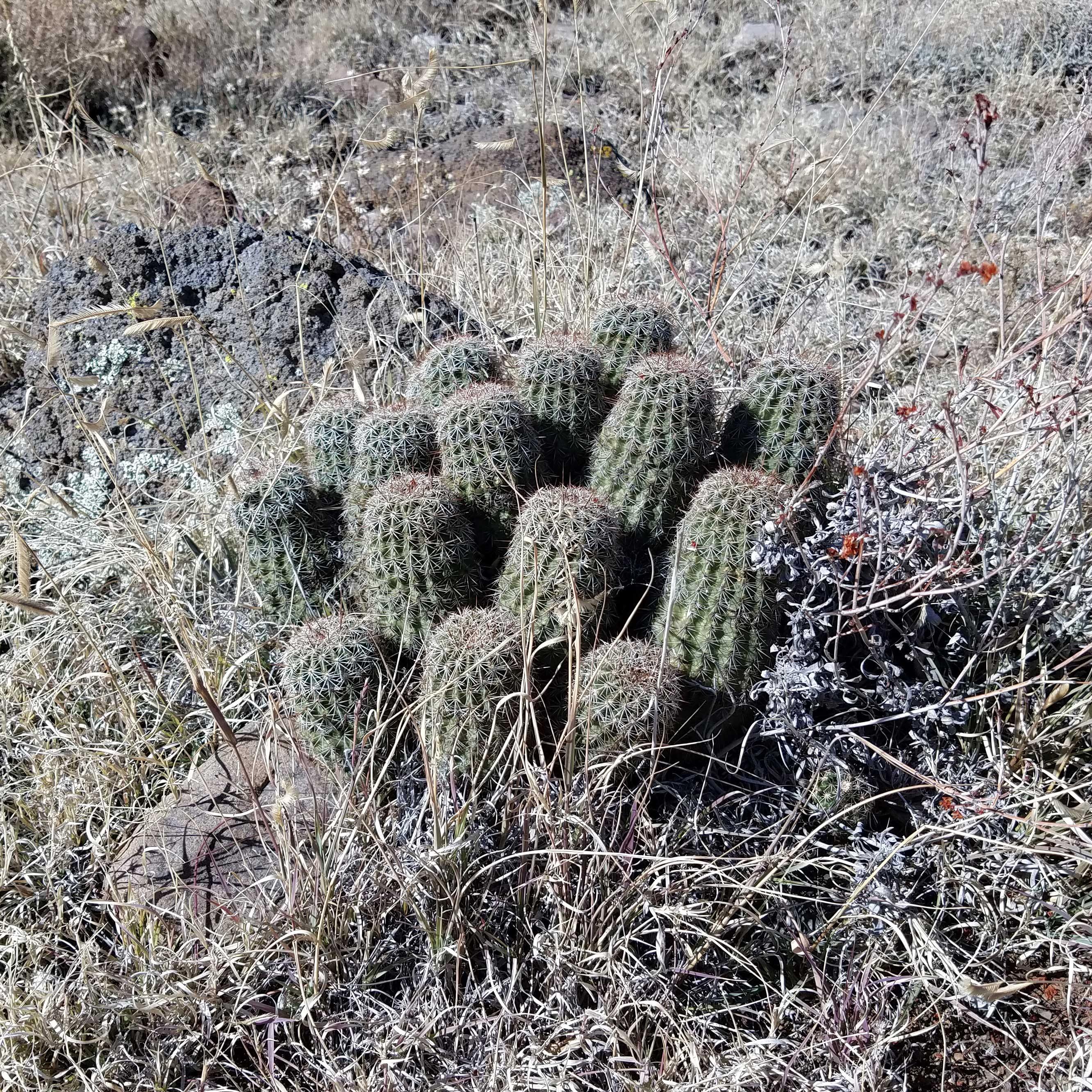
Planta en su hábitat

La especie habita mayoritariamente en biomas desérticos o de matorrales secos, a altitudes que oscilan entre los 1300 y los 2000 metros sobre el nivel del mar. Crece tanto en pastizales pedregosos con suelos minerales franco-arenosos como en laderas rocosas de matorrales.

## Taxonomía
Echinocereus bonkerae fue descrita por los botánicos estadounidenses John James Thornber y Frances Bonker, y publicada por primera vez en el libro ilustrado The Fantastic Clan: 71–73 en 1932.
Etimología
- Echinocereus: nombre genérico formado a partir de las palabras latinas ĕchīnus (que significa ‘erizo’) y cereus (que se traduce como 'vela' o 'cirio'), en alusión a los tallos cortos, columnares y espinosos que presentan las especies de este género.[7]
- bonkerae : epíteto específico otorgado en honor a la Sra. Frances Bonker, una de las descubridoras de la especie.[8][9]

## Estado de conservación
En la Lista Roja de Especies Amenazadas de la UICN, la especie está clasificada como de “Preocupación Menor (LC)”. 
Las principales amenazas que enfrenta esta especie están relacionadas con la actividad humana. El pastoreo de ganado en su área de distribución puede ocasionar daños por pisoteo, afectando tanto a las plantas adultas como a los ejemplares jóvenes. Además, algunas actividades mineras presentes en la región podrían estar alterando su hábitat natural, lo que supone un riesgo adicional para su conservación.

## Usos

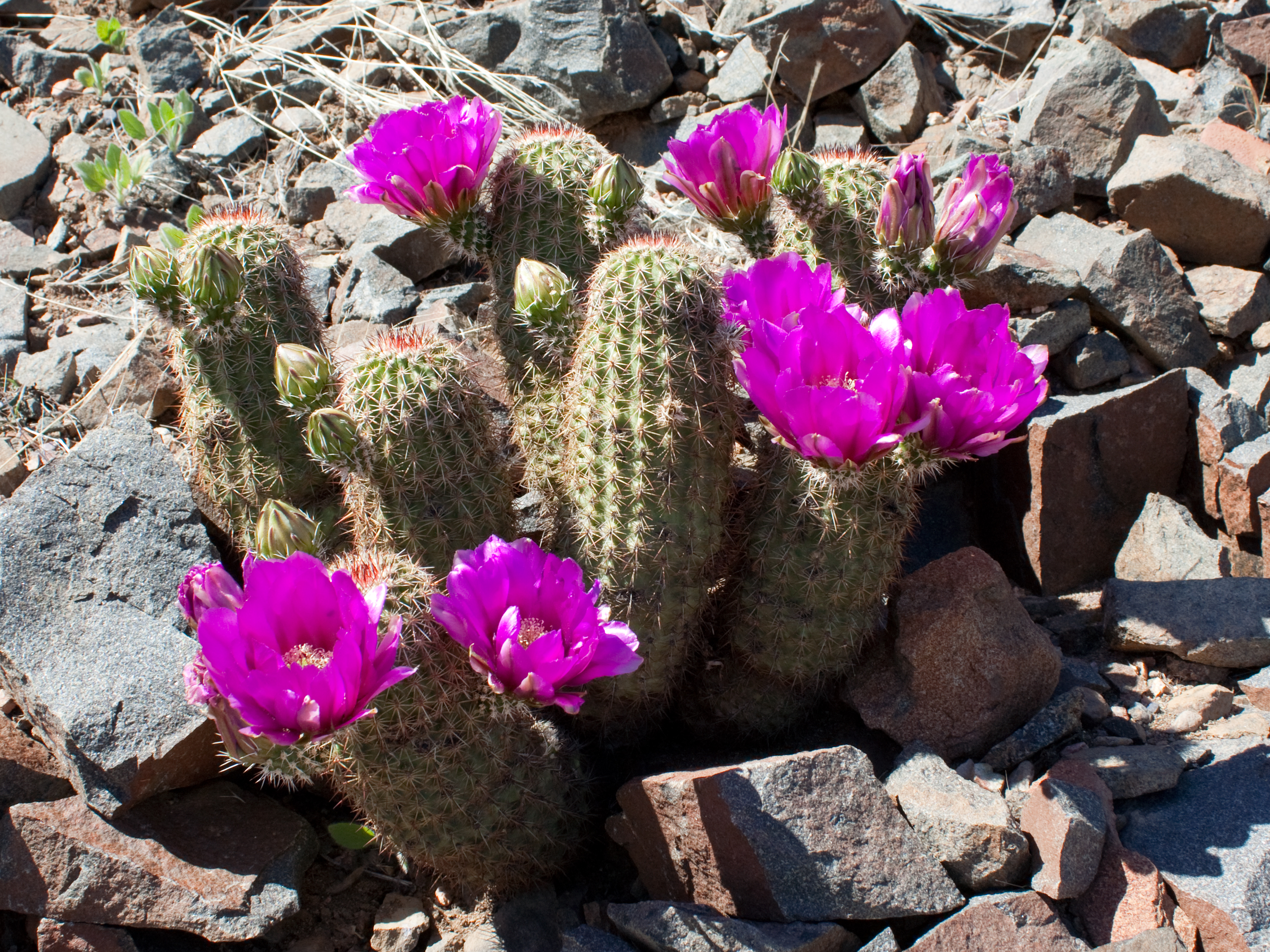
Planta en floración

Echinocereus bonkerae se utiliza principalmente como planta ornamental debido a su aspecto atractivo y a sus vistosas flores. Presenta un crecimiento lento y muestra sensibilidad al exceso de riego, lo que puede favorecer la pudrición de las raíces si no se controla adecuadamente. Requiere suelos con buen drenaje y algo más de humedad que otros cactus del desierto para desarrollarse y florecer correctamente. Durante el invierno, conviene mantener la planta seca y en un ambiente fresco. Necesita exposición directa al sol para crecer de forma saludable.
Tolerante a temperaturas de hasta –10 °C durante cortos periodos. Es adecuada para jardines de rocas, cultivo en macetas y composiciones con agaves, yucas u otras especies de porte bajo. La floración se produce cuando la planta atraviesa un periodo de reposo invernal bien definido. Se propaga por semillas, aunque también puede multiplicarse mediante esquejes, ya que tiende a emitir brotes desde la base.